# Turbo-alternator

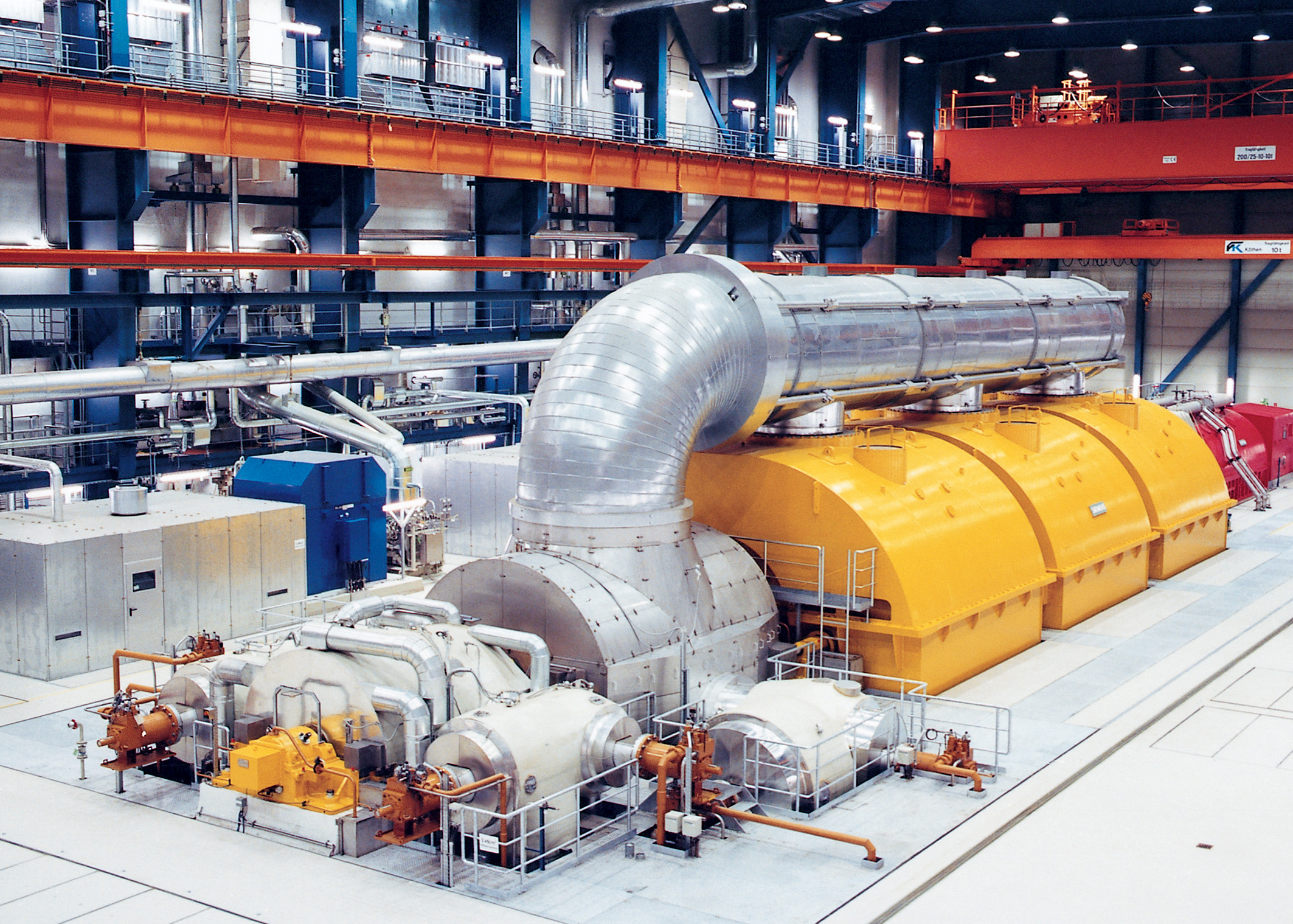
Moderne turbogenerator

Een turbo-alternator of wisselstroomgenerator is een synchrone generator met een constante luchtspleetbreedte, ook wel turbo-generator genoemd. Men bedoelt iedere roterende elektrische generator, die door een snellopende turbine wordt aangedreven, maar met een turbo-alternator worden hoofdzakelijk generatoren van 900 MW tot 2000 MW bedoeld van het synchrone type. Hierbij wordt mechanische energie, binnenkomend via de draaiende as, omgezet wordt in wisselstroom. Deze omzetting berust op elektrische inductie.
Een alternator bevat de volgende twee onderdelen:
- de stator, het stilstaande gedeelte
- de rotor of anker, het draaiende deel

Het magnetische veld wordt bij een turbo-alternator door een elektromagneet in de rotor opgewekt. De stator bevat drie spoelen waarin door het draaien van de rotor de gewenste wisselspanning wordt opgewekt. Bij alternatoren in elektrische centrales wordt de rotor als elektromagneet gebruikt en wordt de elektrische energie in de stator opgewekt. Dit wordt gedaan omdat het opgewekte vermogen te groot is en deze vanaf de stilstaande stator direct aan het elektrische net kan worden toegevoerd. De benodigde bekrachtigingsstroom voor het opwekken van het benodigde magneetveld is daarentegen relatief klein en kan gemakkelijk via sleepringen en koolborstels op de draaiende as worden overgebracht. Omwille van slijtage worden de sleepringen vaak weggelaten en wordt er een extra alternator op de rotoras gemonteerd. Bij een borstelloze alternator wordt met een meedraaiende gelijkrichterbrug de opgewekte wisselspanning gelijkgericht voor voeding van de draaiende elektromagneet op de rotor.

## Snellopend
Het zijn snellopende machines aangedreven door een stoomturbine of gasturbine waarvan de normale snelheid opgelegd wordt ten gevolge van de normalisatie van de frequentie van 50 Hz: ofwel 3000 tr/min voor alternatoren met een poolpaar ofwel 1500/min voor alternatoren met twee poolparen. Om  ervoor te zorgen dat de hoeksnelheid geen te hoge waarden zou bereiken is de diameter van de rotor  verminderd, dus ook die van de stator, zodat het niet mogelijk is op het anker een groot aantal geleiders te plaatsen. De enige mogelijkheid om voor een hoge elektromotorische kracht te zorgen is de axiale lengte van de alternator te verhogen, omdat de magnetische fluxdichtheid door de verzadiging beperkt is. Turbo-alternatoren zullen dus altijd langer zijn dan hun diameter, meestal twee à vijf keer langer. Deze machines hebben een constante luchtspleetbreedte en een gladde rotor waarop de polen niet uitsteken.

## Waterstof gekoelde turbogenerator
Een waterstofgekoelde turbogenerator is een turbogenerator met diwaterstof als koelmiddel. De techniek wordt sinds 1937 toegepast en vanwege de lage dichtheid, hoge soortelijke warmte en thermische geleidbaarheid van het koelmiddel wordt dit type het meest toegepast.

## Moderne ontwikkelingen
Een van de moderne ontwikkelingen op het gebied van generatoren is het werken met een hogere spanning. Vroeger was het niet mogelijk om de statorspanning, dus de uitgaande spanning van een generator, veel hoger te kiezen dan 36 kV. De spanning op het hoogspanningsnet is echter veel hoger, zodat transformatoren moesten worden ingezet. Tegenwoordig kunnen spanningen tot worden 400 kV opgewekt. Dit is mogelijk geworden door nieuwe technische inzichten. Vroeger, en nu nog veel in conventionele generatoren, werden vierkante statorstaven gebruikt, waarin de verdeling van het elektrisch veld niet constant is. Doordat elektronen elkaar afstoten, zullen zij zich concentreren aan de hoeken van de staven, zodat het veld daar erg sterk is, wat gevaar voor overslag oplevert. De thans gebruikte ronde statorstaven vertonen dit effect niet, maar de echte vernieuwing zit in de speciale vorm van isolatie die voorkomt dat er een tweede effect van ophoping van elektronen ontstaat door stapeling van statorstaven. Deze isolatie is coaxiaal uitgevoerd met een isolatielaag tussen twee lagen halfgeleidend materiaal, waardoor de statorstaaf er voor de naastliggende staaf elektrisch neutraal uitziet.